# Здание Союза Композиторов Азербайджана
Здание Союза Композиторов Азербайджана, Дворец Культуры Горных Рабочих или Дом Пионеров - это трехэтажный жилой дом на улице Хагани, построенный в начале XX века. В этом эклектичном здании размещались Союз Горняков Азербайджана, Дом Пионеров, Посольство Турции, а с 2008 г. - Союз Композиторов Азербайджана.Постановлением Кабинета министров Азербайджанской Республики № 132 от 2 августа 2001 года здание охраняется государством и внесена в список памятников архитектуры.

## История
Здание Союза Композиторов Азербайджана было построено в 1912 г. как трехэтажный дом Рубена Лалаева на Молоканской улице 27 (ныне улица Хагани 55). С 1922 г. здесь располагался Центральный Профсоюз Союза горнорабочих. В 1924 г. скульптору Степану Эрьзя было поручено изготовить скульптуры для фасада здания. Статуи на фасаде расположены в 3-х горизонтальных направлениях.
На нижнем уровне статуй изображены две кузнечные статуи, символизирующие силу и интеллект, на среднем уровне - рабочий и бурильщик, символизирующие производственный процесс, а на верхнем уровне - азербайджанский и русский рабочий, что символизирует пролетарское единство народов и общая борьба за будущее. Из-за отсутствия мрамора и бронзы статуи были сделаны из остатков цемента и железа. Это были первые статуи, посвященные нефтяникам.
Позже здесь разместился Дом Пионеров. После обретения независимости, здесь располагалось сначала Консульство Турецкой Республики, а затем и Посольство. 14
апреля 2008 г. здание было сдано в эксплуатацию Союзу Композиторов Азербайджана.

## Фотогалерея

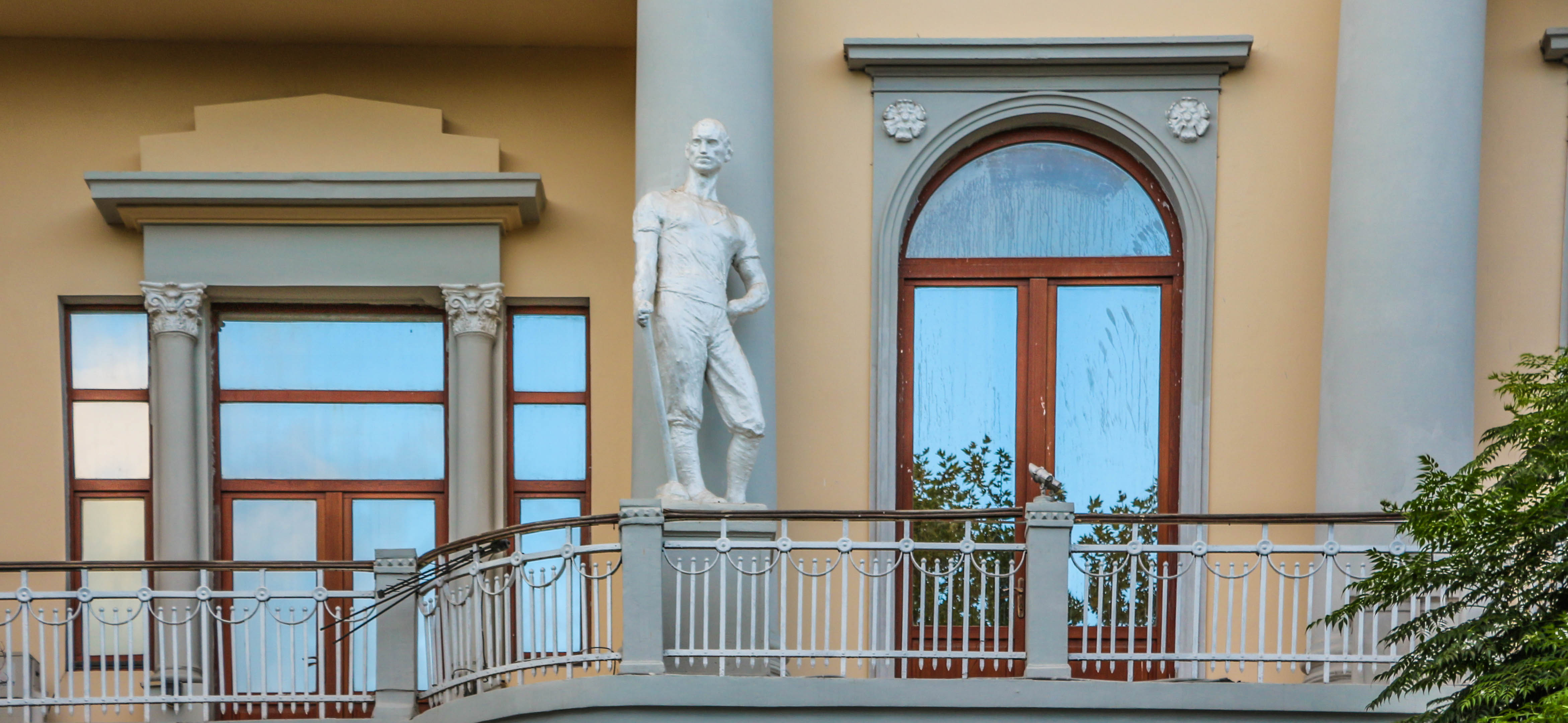
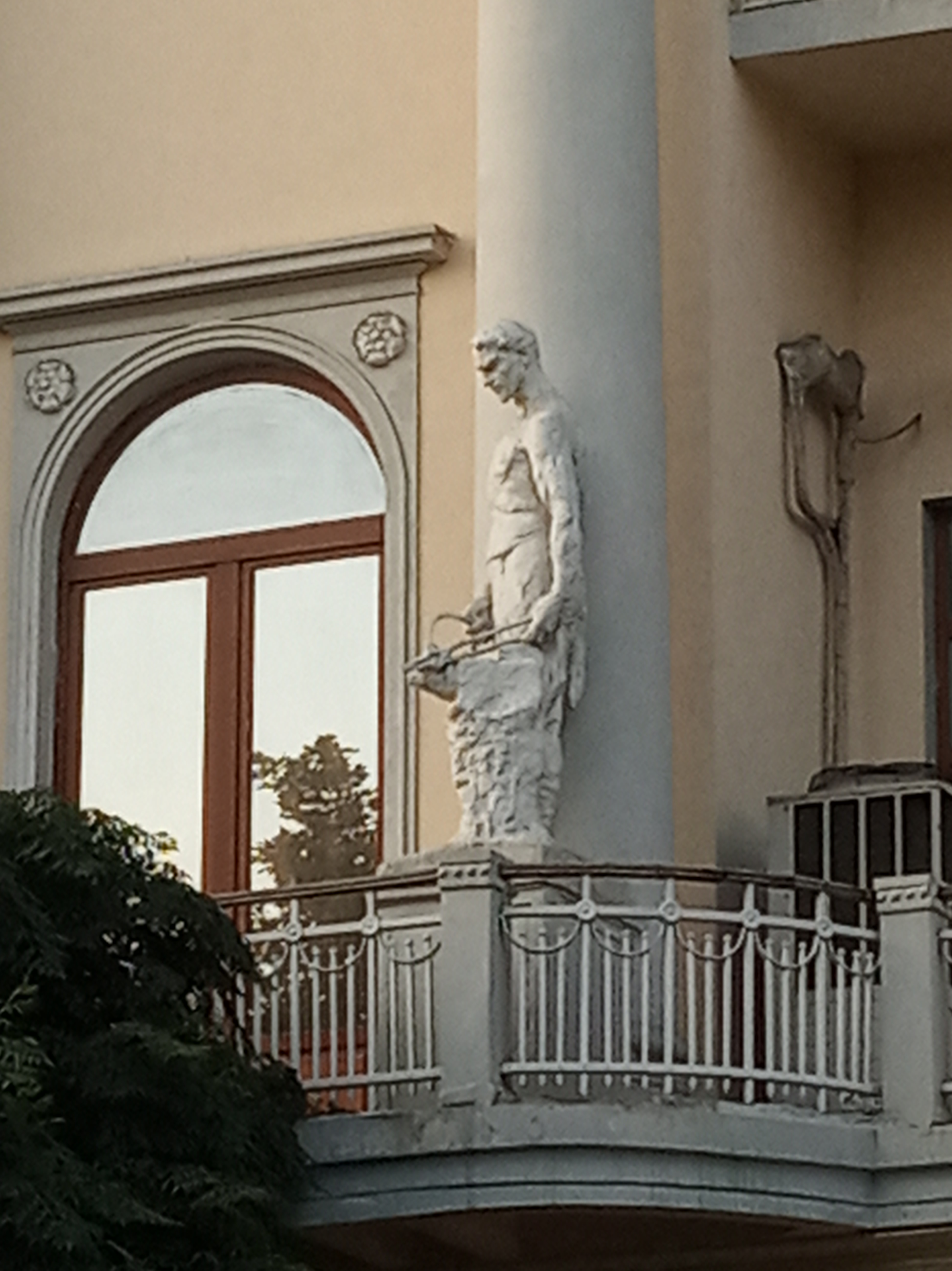
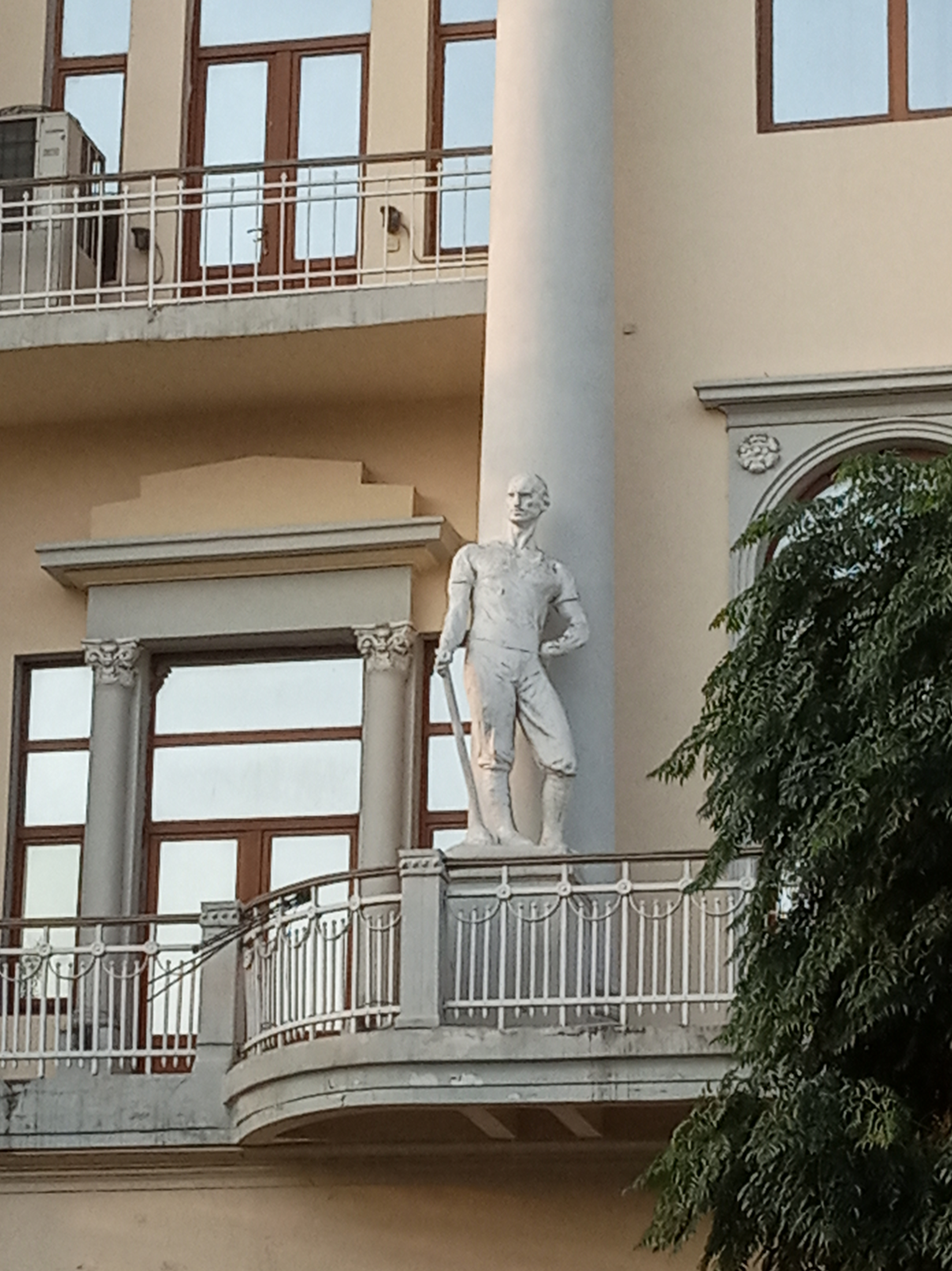
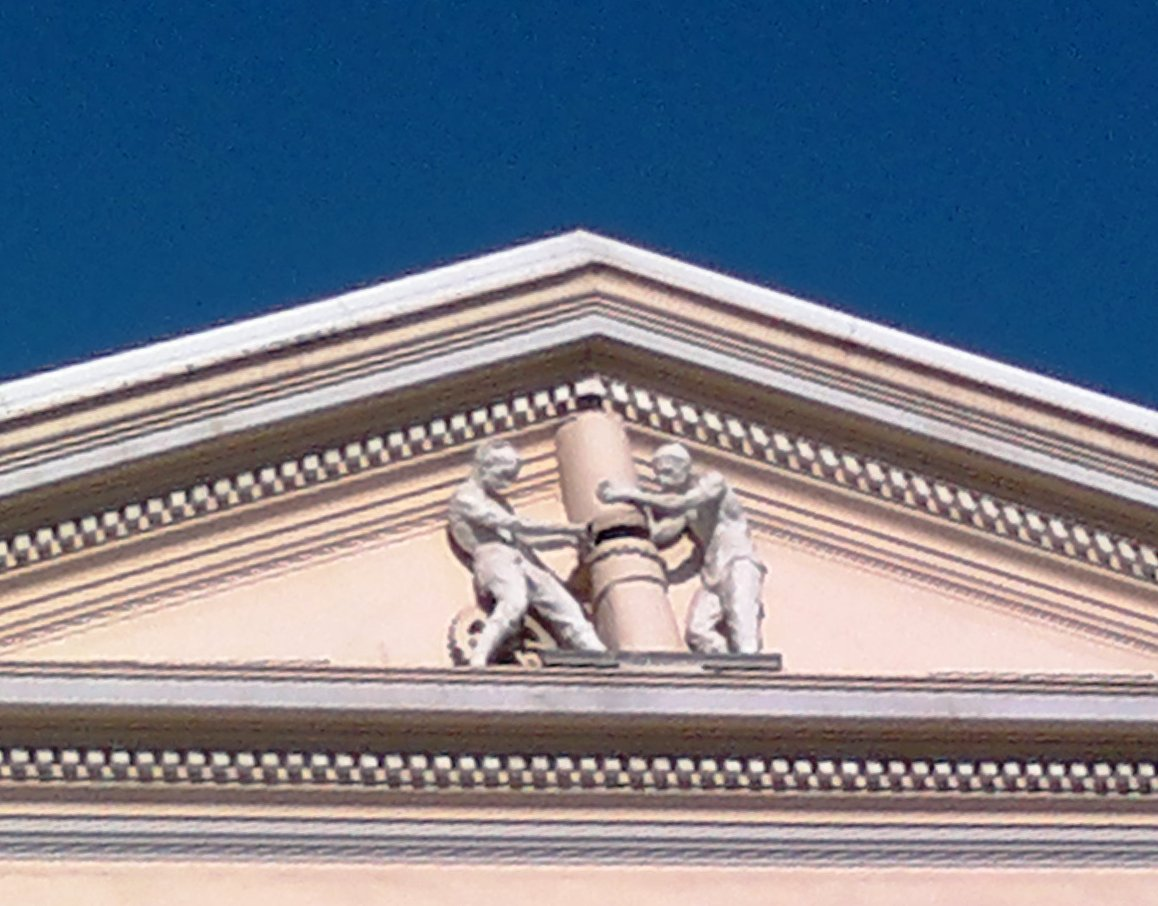
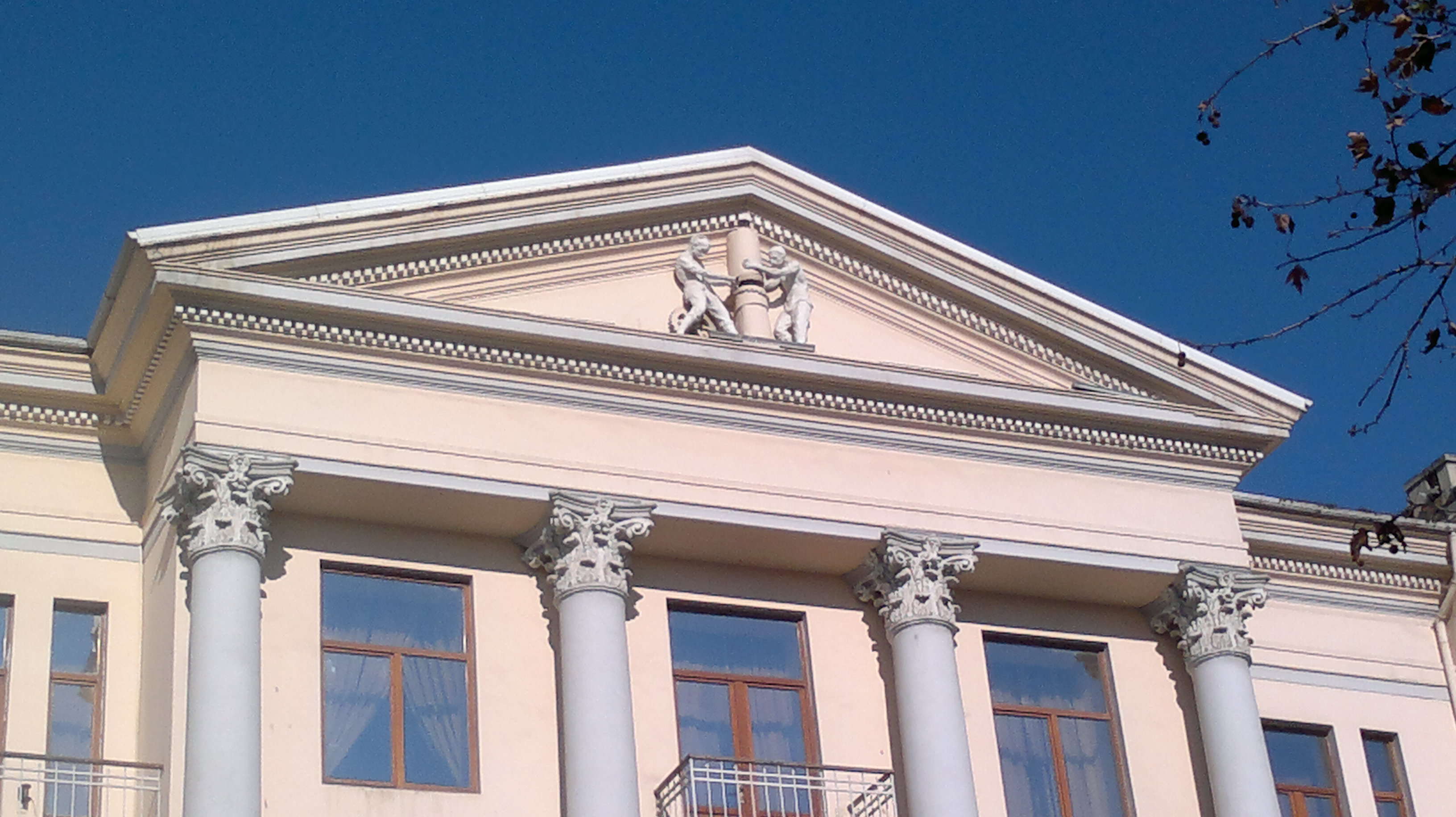